# Marion Sternberg
Marion Sternberg (* 1951/1952) ist eine ehemalige deutsche Handballspielerin.

## Werdegang
Sternberg spielte zehn Jahre bei Altona 93 und hernach bei Union 03 Altona. Sie studierte Ernährungswissenschaft. Im April 1972 wurde sie mit Union deutsche Meisterin und trat mit den Hamburgerinnen in der Saison 1972/73 im Europapokal an. Dort schied sie mit Union im Achtelfinale gegen RK Radnicki Belgrad aus.
1972 wurde Sternberg zu einem Lehrgang der Juniorinnen des Deutschen Handballbunds eingeladen.